# فرانك أوكونور (لاعب كرة قدم أسترالية)
فرانك أوكونور (بالإنجليزية: Frank O'Connor)‏ هو لاعب كرة قدم أسترالية أسترالي، ولد في 6 نوفمبر 1923، وتوفي في 13 نوفمبر 2017 في Boronia, Victoria ‏ في أستراليا.

## وصلات خارجية
- فرانك أوكونور على موقع AustralianFootball.com (الإنجليزية)
- فرانك أوكونور على موقع AFLtables.com (الإنجليزية)